# Atbara (râu)

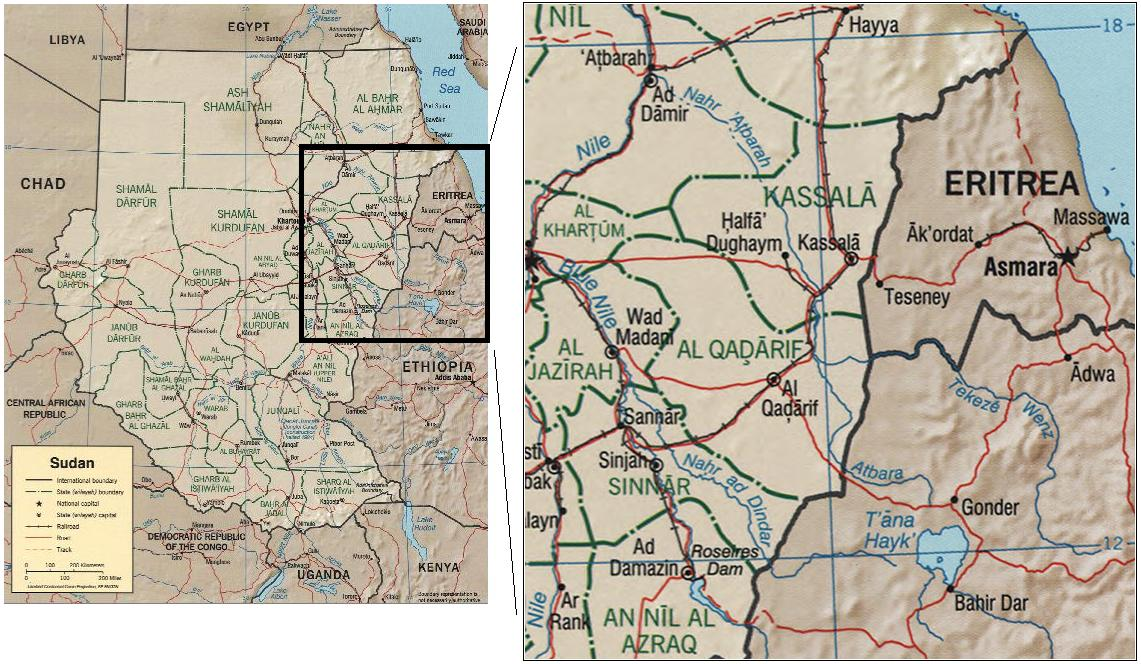
Harta traseului râului

Râul Atbarah (limba arabă: نهر عطبرة; transliterat în engleză: Nahr 'Atbarah) este un afluent al Nilului; izvorăște din nord-vestul Etiopiei, la aproximativ 50 de km nord de Lacul Tana și la 30 km vest de Gondar. Curge prin partea central-estică a Sudanului aproximativ 805 km până la vărsarea în Nil, lângă orașul Atbara (17.677° N, 33.970° E). Afluentul său, râul Tekezé (limba Amharică: "Teribilul"), are până la confluență (la 14° 10' N., 36° E, în nord-estul Sudanului) un traseu mai lung. Atbara este ultimul afluent al Nilului înainte de vărsarea acestuia în Marea Mediterană.
Mare parte a anului, Atbara abia dacă este mai puternic decât un pârâu. În timpul sezonului ploios însă (iunie-octombrie), nivelul lui crește cu aproximativ 5 metri, formând un obstacol serios între provinciile nordică și centrală ale Sudanului. Un afluent important este râul Senfa, care izvorăște la vest de lacul Tana.
În apropierea râului a avut loc o bătălie în aprilie 1898, între forțele califului Sudanului și cele ale Imperiului Britanic, armata de 20.000 de oameni a califului fiind distrusă de britanici. În 1964, râul a fost îndiguit la Kashm-el-Girba pentru a permite irigații într-o regiune care altfel ar fi destul de aridă.